# Royal Canadian Air Force (1924–1968)

Flagge der RCAF

Royal Canadian Air Force (RCAF) war von 1924 bis 1968 der Name der kanadischen Luftstreitkräfte. Von 1968 bis 2011 trugen sie den Namen Canadian Forces Air Command (AIRCOM). Seit August 2011 heißen sie wieder Royal Canadian Air Force.

## Geschichte

### Die Anfänge

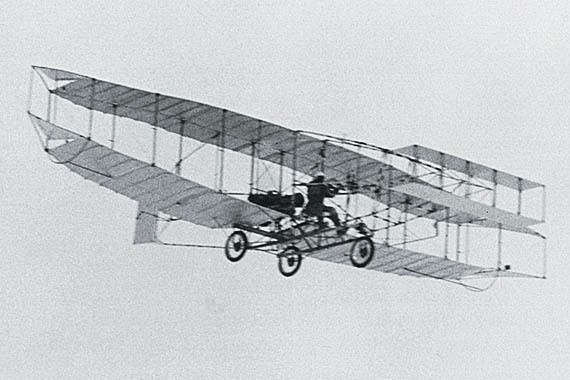
Erstes kanadisches Flugzeug, die AEA Silver Dart, im Flug

Bereits 1909 fanden in Kanada erste reguläre Flüge mit zivilen Maschinen statt. Das kanadische Militär hingegen verfügte bis zum Beginn des Ersten Weltkrieges weder über eigene Flugzeuge noch über Piloten. Sämtliche Aufgaben wurden zu diesem Zeitpunkt von der Royal Air Force übernommen. Um die britischen Streitkräfte in Europa zu unterstützen, wurde am 16. September 1914 das Canadian Aviation Corps gegründet. Aufgrund mangelnder Ausrüstung und Personals wurde es jedoch nach nur acht Monaten wieder aufgelöst. Kanadische Soldaten wurden aber zur Unterstützung des britischen Royal Flying Corps eingesetzt. Aufgrund der dort gesammelten Erfahrungen wurde 1918 die Canadian Air Force (CAF) geschaffen. Ein Jahr später entschied sich die Regierung jedoch gegen eine ständige Luftwaffe in Friedenszeiten, so dass die CAF im Februar 1920 wieder aufgelöst wurde. Den Schutz des kanadischen Luftraums übernahm derweil erneut die Royal Air Force.
In den folgenden Jahren erkannte man schließlich die Bedeutung einer eigenen permanenten Luftstreitkraft auch für den zivilen Bereich. Die Bekämpfung des Schmuggels, die Überwachung von Waldbränden und die präzise Kartographierung konnten durch den Einsatz von Flugzeugen deutlich verbessert werden. Am 1. April 1924 wurde auf der Militärbasis Borden in Ontario die Royal Canadian Air Force gegründet. Bereits drei Jahre später wurde entschieden, die zivilen Aufgaben dem neu geschaffenen Directorate of Civil Government Air Operations (DCGAO) zu unterstellen und die RCAF ausschließlich für militärische Zwecke zu nutzen. Bis zum Ende der 1930er verfügte die RCAF schließlich über 11 aktive und 12 Trainingsgeschwader. Zum Einsatz kamen sowohl landgestützte Flugzeuge wie auch Flugboote.

### Zweiter Weltkrieg

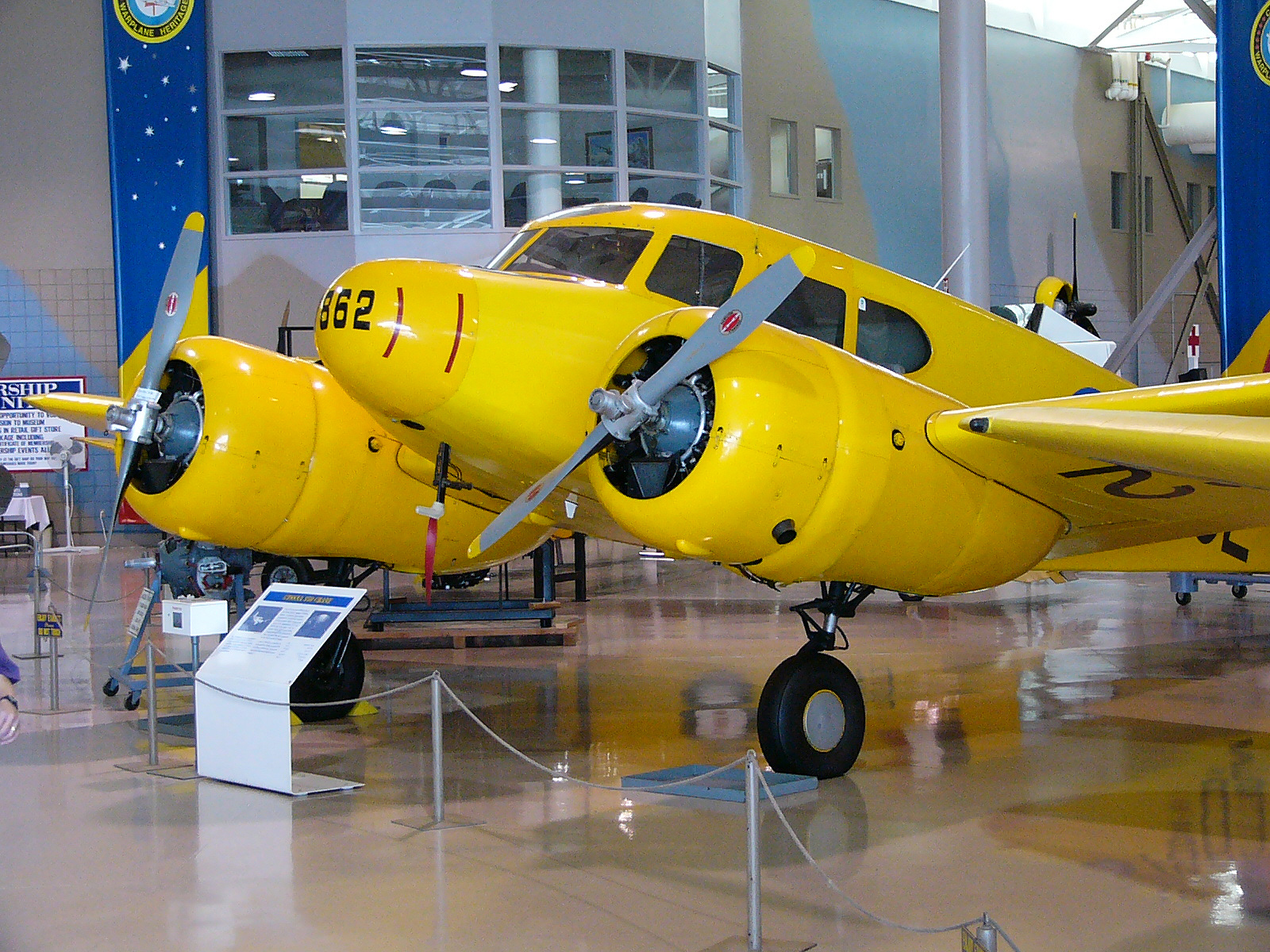
Über 800 Maschinen des Typs Cessna Crane 1 setzte die RCAF für Schulungen im Rahmen des EATS ein.

Bereits kurz nach dem Anfang des Zweiten Weltkrieges war im Oktober 1939 die Anzahl der aktiven Geschwader von 11 auf 15 erhöht worden, von denen drei umgehend auf den Britischen Inseln stationiert wurden. Zu diesem Zeitpunkt war die Mehrzahl der Flugzeuge der RCAF jedoch für Trainings- und Transportaufgaben konzipiert. Es existierten lediglich 29 Jagdflugzeuge und Bomber. Um die britische Royal Air Force (RAF) dennoch von Anfang an zu unterstützen, wurde Kanada bereits im Dezember 1939 Großbritanniens wichtigster Partner im Empire Air Training Scheme (EATS). Dieser sah das gemeinsame Training von Piloten aus vielen Teilen des Britischen Empire vor, um jährlich 50.000 Flugzeugbesatzungen für den Kampf gegen das Deutsche Reich zu trainieren. Kanada stellte insgesamt 231 Militärstützpunkte für die Ausbildung der Besatzungen bereit. Über 70.000 Kanadier wurden bis 1945 im Rahmen des EATS ausgebildet.
Im Verlauf des Krieges wuchs die RCAF um ein Vielfaches an. Im Jahr 1944 dienten 215.000 Männer und Frauen bei der RCAF und es existierten 78 Geschwader, davon 35 in Europa und im Pazifik. Sie war zu diesem Zeitpunkt nach der Royal Air Force, den United States Army Air Forces (USAAF) und den Luftstreitkräften der Sowjetunion die viertgrößte alliierte Luftwaffe. Sie setzte mehrheitlich britische und US-amerikanische Flugzeugtypen ein. Die RCAF war während des gesamten Krieges an der Seite der RAF und USAAF im Einsatz und spielte eine bedeutende Rolle bei vielen Einsätzen, beispielsweise im Luftkrieg gegen Deutschland. Auf Seiten der RCAF forderte der Krieg etwa 17.000 Todesopfer.

### Kalter Krieg

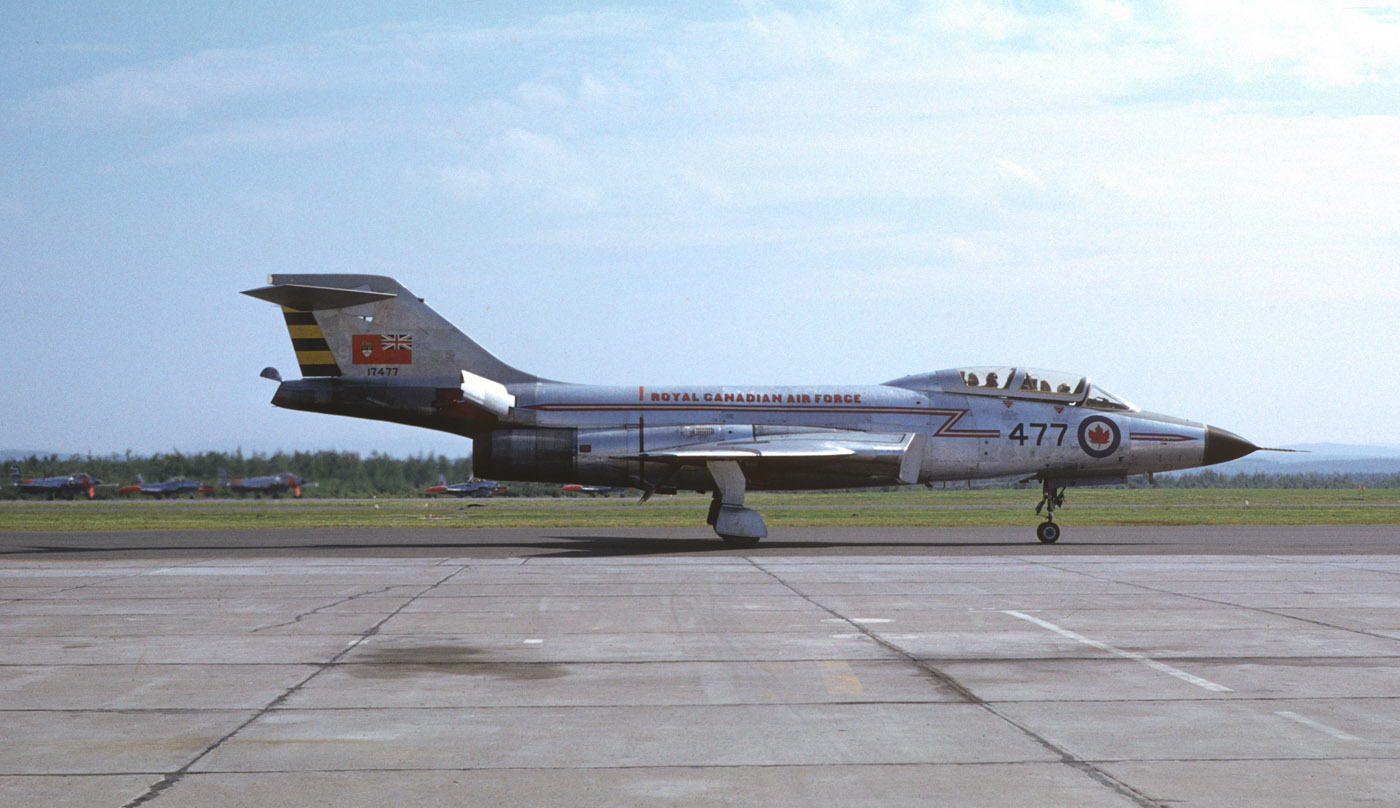
In den 1960er-Jahren wurden CF-101 Voodoo als Abfangjäger eingesetzt.

Nach dem Ende des Zweiten Weltkrieges kehrte die RCAF zu ihrer Strategie zurück, in Friedenszeiten ihre Truppenstärke auf ein Minimum zu reduzieren. Bis zum Ende des Jahres 1947 war die Personalstärke im Vergleich zu 1944 um 94 Prozent auf nur noch 12.000 verringert worden. Die Anzahl der Geschwader wurde auf fünf reduziert. Aufgrund des Kalten Krieges und des Koreakrieges wurde diese Strategie jedoch schnell wieder verworfen und 1954 dienten bereits wieder 54.000 Männer und Frauen in der RCAF. 
Gemeinsam mit den USA baute Kanada ein landesweites Netz aus Radarstationen auf, um anfliegende Bomber der Sowjetunion frühzeitig zu erkennen. Zusätzlich wurden drei der insgesamt 41 Geschwader mit Abfangjägern ausgerüstet, die innerhalb weniger Minuten einen sowjetischen Angriff abwehren sollten. 1958 wurde zu diesem Zweck das North American Aerospace Defense Command (NORAD) ins Leben gerufen, um die Kommandostrukturen zu vereinheitlichen und noch schneller auf einen Angriff reagieren zu können. 
Während des Kalten Krieges waren Einheiten der RCAF als Teil der NATO-Streitkräfte auch in Europa stationiert. Das Zentrum der RCAF in Europa war der englische Luftwaffenstützpunkt Northolt im Westen Londons. Es existierten auch vier Stützpunkte in der Bundesrepublik Deutschland, die Luftwaffenbasen Geilenkirchen, Zweibrücken, Lahr/Schwarzwald und Baden-Söllingen. Hinzu kamen im benachbarten Lothringen Grostenquin und Marville. Das wesentliche Kampfflugzeug der 1950er war die Avro CF-100 Canuck. In den 1960ern wurde diese durch die leistungsfähigere CF-101 Voodoo und den Lockheed F-104 Starfighter ersetzt. Flugzeuge des Typs P-2 Neptune wurden zur Küstenüberwachung und U-Boot-Abwehr eingesetzt.

### Das Ende der RCAF
In den 1960ern plante die kanadische Regierung die Grenzen zwischen den drei Waffengattungen Heer, Marine und Luftwaffe aufzulösen. Dieses sollte einerseits die Flexibilität der Streitkräfte erhöhen und andererseits eine deutliche Reduzierung des Personals bewirken. Am 1. Februar 1968 wurde die RCAF mit der Royal Canadian Navy und der Royal Canadian Army zu den Canadian Armed Forces zusammengeschlossen und einem gemeinsamen Kommando unterstellt. Da diese Zusammenlegung jedoch nicht den gewünschten Erfolg brachte, fand 1975 eine erneute Restrukturierung statt. Aus ihr ging die heutige kanadische Luftwaffe, das Canadian Forces Air Command (AIRCOM) hervor.